# Josef Höß (Politiker)
Josef Höß (* 25. Dezember 1931 in Aach im Allgäu, heute Gde. Oberstaufen) ist ein ehemaliger deutscher Kommunalpolitiker der CSU. Er war von 1970 bis 1990 Oberbürgermeister der kreisfreien Stadt Kempten (Allgäu).

## Leben und Politik
Höß wurde als Sohn von Landwirten geboren. Seine Eltern bewirtschafteten einen kleinen Hof in Aach bei Oberstaufen. 1946 kam er in das Schülerheim Stella Maris in Kempten (Allgäu) und besuchte das Humanistische Gymnasium Kempten, an dem er 1952 das Abitur ablegte. Er  studierte von 1952 bis 1957 an der Universität München Rechtswissenschaften und Volkswirtschaft. 1957 legte er das erste juristische Staatsexamen, 1962 das zweite juristische Staatsexamen ab. Zwischen den Staatsexamen promovierte er 1960 an der Rechts- und Staatswissenschaftlichen Fakultät der Universität Würzburg.
Seine erste berufliche Station war eine Stelle als Finanzassessor ab 1962 bei der Bayerischen Finanzverwaltung in Augsburg. 1964 wurde er Stadtkämmerer in Kempten. In Nachfolge von August Fischer wurde er 1970 zum Oberbürgermeister von Kempten gewählt. In seiner 20-jährigen Amtszeit wuchs die Stadt durch die Gebietsreform. Er beeinflusste den Bau des Beruflichen Schulzentrums, des Archäologischen Parks Cambodunum-APC und der Hochschule Kempten.
Seit 1973 trug im Stadtzentrum eine Straße den Namen des hochrangigen Nazi-Offiziers Eduard Dietl (General-Dietl-Straße). Erste Proteste kamen 1986 auf, die Umbenennung in Prälat-Götz-Straße erfolgte dennoch erst 1993 unter Höß’ Nachfolger, nachdem sich die Regierung in Bonn eingeschaltet hatte. Der Stadtrat Klaus Spiekermann (Die Grünen) hatte bereits früh einen Antrag gestellt, der von Höß mit der Aussage „Wer gibt ihnen die Selbstgerechtigkeit, diesen Mann aus dem Gedächtnis tilgen zu wollen? Man könnte Angst bekommen, wenn Leute ihrer Gesinnung etwas Entscheidendes zu sagen hätten.“ abgelehnt wurde.
Nachdem er die Kommunalwahl 1990 gegen Wolfgang Roßmann (SPD) verloren hatte, ging er 1990 als Berater des Ministeriums für Bauwesen der DDR nach Dresden. Von 1991 bis 1999 war er Beigeordneter für Finanzen und Liegenschaften und Bürgermeister der Stadt Dresden. Nach dem Ausscheiden aus der Berufspolitik war er in Dresden als Rechtsanwalt tätig.
Den sächsischen Landesverband des Roten Kreuzes führte er von 1998 bis 2006. Er lebt im Ruhestand mit seiner zweiten Frau wieder in Kempten. Seit 1952 ist er Mitglied der katholischen Studentenverbindung K.D.St.V. Rheno-Franconia München.

## Ehrungen
- 1983: Verdienstkreuz am Bande der Bundesrepublik Deutschland[5]
- 1989: Verdienstkreuz 1. Klasse der Bundesrepublik Deutschland
- 1995: Bayerischer Verdienstorden[6]
- 28. Dezember 2011: Ehrenbürger von Kempten (Allgäu)